# Naval Aircraft Factory PN
Les Naval Aircraft Factory PN étaient une série d'hydravions américains à cockpit ouvert des années 1920 et 1930.
Développées à partir de l'hydravion Felixstowe F5L de la Première Guerre mondiale, les différentes versions du PN furent produites pour l'US Navy par les compagnies Douglas, Keystone et Martin.

## Conception et développement
Les principaux hydravions de patrouille maritime de l'US Navy à la fin de la Première Guerre mondiale étaient les Curtiss H-16 et le Felixstowe F5L, de conception similaire.
Le F5L était une version produite sous licence du Felixstowe F.5 britannique, utilisant le moteur américain Liberty. La série des hydravions Felixstowe, développée par la Seaplane Experimental Station (en), avait démarré par l'amélioration de la coque du Curtiss H-12. La Naval Aircraft Factory, qui avait produit les F5L pendant la Première Guerre mondiale, continua le développement de l'appareil, qui fut alors redésigné PN-5 en 1922 (bien que toujours connu sous la désignation F5L en pratique), les deux derniers appareils étant d'une conception encore améliorée et étant désignés F-6L (plus tard redésignés PN-6). En 1925, la Naval Aircraft Factory produisit une version avec de nouvelles ailes, ayant une section de profil disposant d'un meilleur coefficient de portance. Cet avion était propulsé par des moteurs à pistons expérimentaux Wright T-2 de 525 ch (391 kW), et fut désigné PN-7.
Bien que la nouvelle aile se soit montrée réussie, les moteurs n'étaient pas fiables, et la coque en bois héritée du F.5 nécessitait beaucoup d'entretien. En conséquence, deux avions furent construits avec une coque de construction métallique, propulsés par des moteurs Packard de 475 ch (354 kW), désignés PN-8. Ensuite, des avions similaires furent produits sous les désignation de PN-9 et PN-10, mais les moteurs à refroidissement liquide Packard furent décevants, et furent remplacés par des moteurs en étoile dans la version suivante PN-12. Cette combinaison entre les ailes révisées du PN-7 et la coque métallique et les moteurs en étoiles correspondit aux besoins de l'US Navy, et le PN-12 constitua alors la base d'une production en masse d'avions devant rééquiper les escadrons de patrouille de la marine américaine. Comme la capacité de production de la Naval Aircraft Factory était assez limitée, la production en série de l'avion fut réalisée par le biais de contrats attribués à plusieurs compagnies aéronautiques, avec des versions produites par Douglas (PD-1), Keystone (PK-1) et Martin (PM-1 et PM-2)
Le PN-12 était un biplan bimoteur doté d'ailes à structure métallique recouvertes de tissu, ses moteurs étant installés dans des nacelles entre les deux plans d'ailes. Alors que la coque était construite en métal, elle était par ailleurs similaire à celle du F5L, avec les grandes contre-carènes (les bourrelets latéraux) qui étaient une caractéristique de cet avion et des Felixstowe et Curtiss, desquels il était le descendant. Le PN-12 avait un équipage standard de cinq personnes, mais pouvait embarquer un équipage de relève pour les patrouilles de longue durée.
Le PN-11 disposait d'une coque revue, qui éliminait les bourrelets latéraux. Il employait également des dérives verticales doubles. Quatre appareils de cette version furent produits, et ils furent la base de développement des hydravions Hall PH, dont certains exemplaires restèrent en service jusqu'à la Seconde Guerre mondiale.

## Histoire opérationnelle
Les premiers prototypes des hydravions PN furent utilisés dans une série de vols à longue distance, remportant de nombreux records. Pendant l'après-midi du 31 août 1925, une tentative fut effectuée de faire voler une paire de PN-9 sans escale de San Francisco à Hawaï, une distance de presque 2 400 miles (3 864 km), pour une durée de vol estimée à 26 heures,.
Le premier avion à partir fut forcé d'amerrir à 300 miles de San Francisco à cause d'un problème de pression d'huile, son équipage étant récupéré par le destroyer USS William Jones et l'avion étant remorqué jusqu'au port. Le second appareil à partir, dirigé par le commandant de l'US Navy John Rodgers, vola 1 841 miles avant de tomber en panne sèche, lorsque des vents arrières anticipés devant réduire la consommation d'essence ne se présentèrent pas. L'avion ne parvint pas à établir le contact avec le ravitailleur d'hydravions USS Aroostook, un navire posté sur la trajectoire du vol du PN-9, et fut forcé de se poser en mer quand les deux moteurs se coupèrent par manque de carburant. Sans moteurs en fonctionnement, l'avion ne disposait pas d'électricité à bord et ne pouvait pas faire marcher ses radios pour envoyer ou recevoir des messages. Même si le vol avait été un record de distance pour un hydravion, l'avion était encore à des centaines de miles des terres les plus proches, et la situation de l'équipage, avec des quantités limitées d'eau et de nourriture, apparut très compliquée.
Comme la mer était dans un état assez correct, la décision fut prise de tenter de naviguer à la voile jusqu'à Hawaï. L'équipage conçut alors des voiles de fortune, en utilisant des pièces de tissu déchirées prises sur les ailes de l'avion, et fit naviguer celui-ci pendant encore 450 miles, étant finalement retrouvé le neuvième jour à environ 15 miles au sud-est de l'île hawaïenne de Kauai. À la suite de l'opération de sauvetage ayant fait les grandes lignes de la presse, le commandant Rogers fut promu à la position d'Assistant Chief du Bureau of Aeronautics de la Navy. Le PN-9 no 1 n'eut pas autant de chance que le no 2, terminant plus tard son existence dans la Mer des Caraïbes au cours d'une tentative de vol à longue distance vers l'Amérique du Sud. Les deux exemplaires du PN-12 furent également utilisés pour établir de nombreux records variés, incluant des records de distance et de vitesse sur des circuits,.
Les divers dérivés de production du PN-12 entrèrent en service dans l'US Navy le 30 avril 1928, lorsque l'escadron VP-7D reçut son premier Douglas PD-1. L'avion resta en service jusqu'en juillet 1938, quand le dernier Keystone PK-1 fut mis à la retraite.
Trois Martin PM-1 furent aussi livrés à la marine brésilienne, en 1930, et utilisé dans des raids de bombardement au cours de la révolution constitutionnaliste de 1932.

## Versions
- PN-5 : Redésigné Felixstowe F5L ;
- PN-6 : Redésigné F-6L. Cette version concernait les deux derniers exemplaires de F5L de Naval Aircraft Factory, modifiés avec des surfaces de queue revues ;
- PN-7 : Version modifiée avec de nouvelles ailes disposant d'un profil épais à fort coefficient de portance et une envergure réduite (22,20 m au lieu de 31,62 m). Cet avion était propulsé par deux moteurs Wright T-2 de 525 ch. Il fut produit à deux exemplaires ;
- PN-8 : PN-7 avec une coque en métal, propulsé par deux moteurs V12 Packard 1A-2500 (en) de 475 ch. Il fut produit à deux exemplaires ;
- PN-9 : PN-8 converti doté de nacelles moteurs redessinées. Un seul exemplaire ;
- PN-10 : Appareil similaire au PN-8, mais avec deux moteurs Packard 1A-2500 de 500 ch. Il fut produit à deux exemplaires ;
- PN-11 : Version dotée d'une nouvelle coque éliminant les contre-carènes. Quatre exemplaires furent produits : un avec deux moteurs Pratt & Whitney R-1690 Hornet, les trois autres avec deux Wright R-1750D Cyclone 9. Les trois derniers furent plus tard redésignés XP4N ;
- XP4N-1 : Un prototype, équipé de dérives verticales doubles.
- PN-12 : Développement du PN-10 propulsé par des moteurs en étoile. Un propulsé par deux Hornets, l'autre propulsé par deux Cyclone 9.
- Douglas PD-1 : Version de production du PN-12, équipée de deux moteurs Wright R-1750 Cyclone. Il fut produit à 25 exemplaires par la Douglas Aircraft Company ;
- Keystone PK-1 : Version de production du PN-12, équipée de double dérives verticales et deux moteurs Wright R-1820 de 575 ch. Il fut produit à 18 exemplaires par la Keystone Aircraft Corporation ;
- Martin PM-1 : Version de production dérivée du PN-12, équipée de deux Wright R-1750 Cyclone[2] de 525 ch. Il fut produit à 27 exemplaires par la Glenn L. Martin Company ;
- Martin PM-1B : Version d'exportation du PM-1 pour le Brésil, produite à trois exemplaires[2] ;
- Martin PM-2 : Version dérivée améliorée du PM-1, dotée de moteurs Wright R-1820 Cyclone[2] plus puissants et de doubles dérives. Il fut produit à 25 exemplaires.

## Utilisateurs
- États-Unis
  - United States Navy
- Brésil
  - Aviation navale brésilienne : Trois exemplaires.

## Galerie photographique

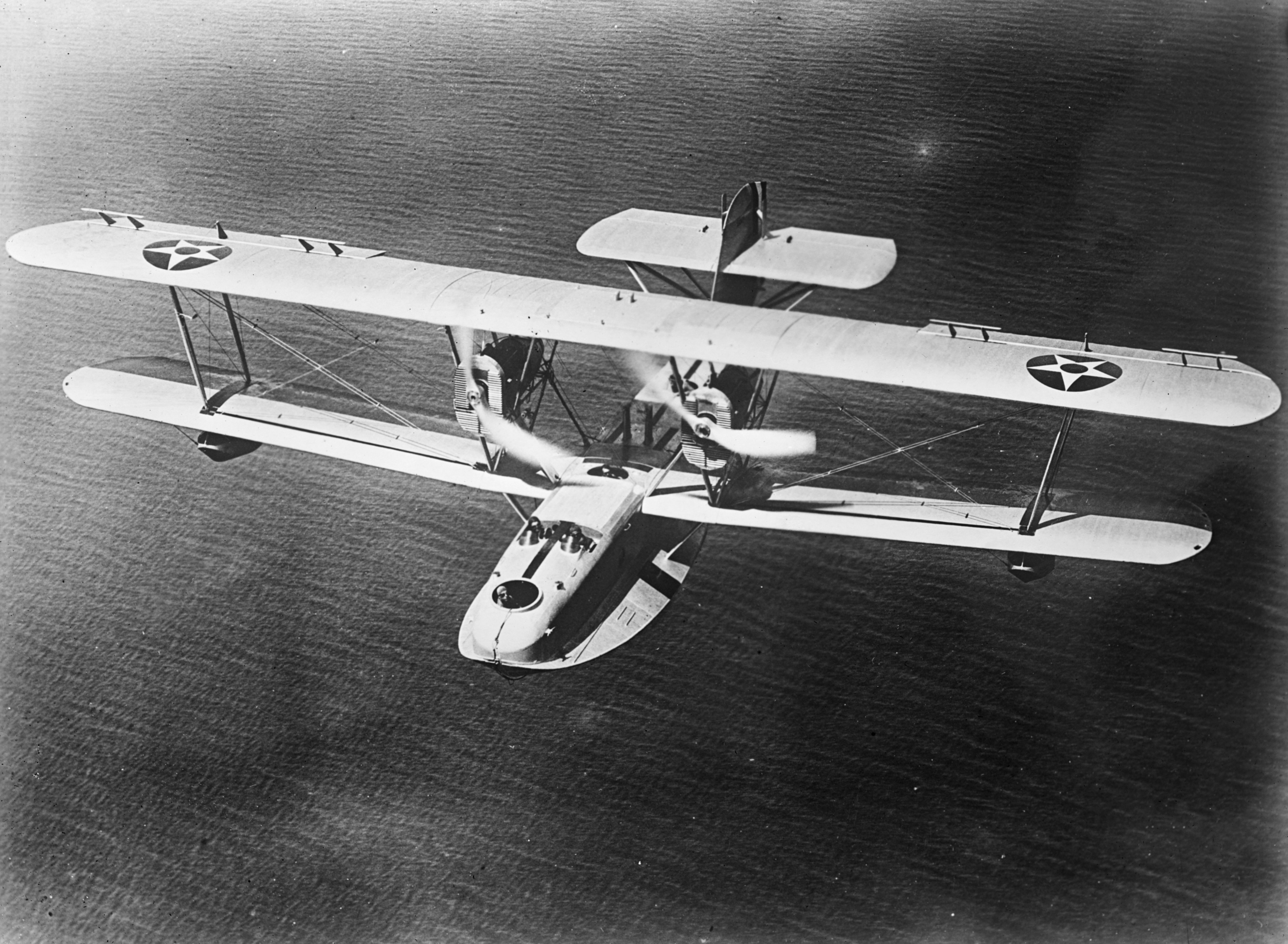
Naval Aircraft Factory PN-9.
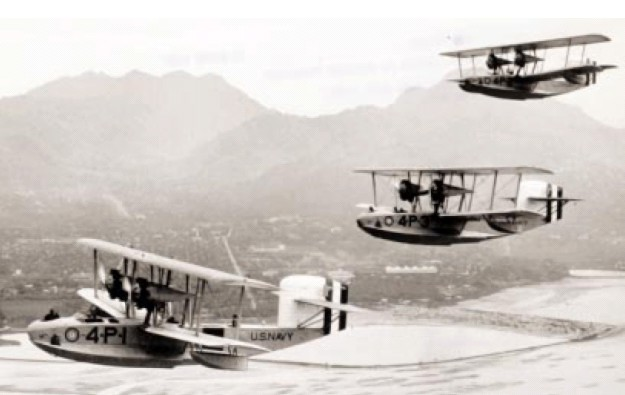
Des Douglas PD-1 de l'escadron VP-4 au-dessus d'Hawaï, en 1930.
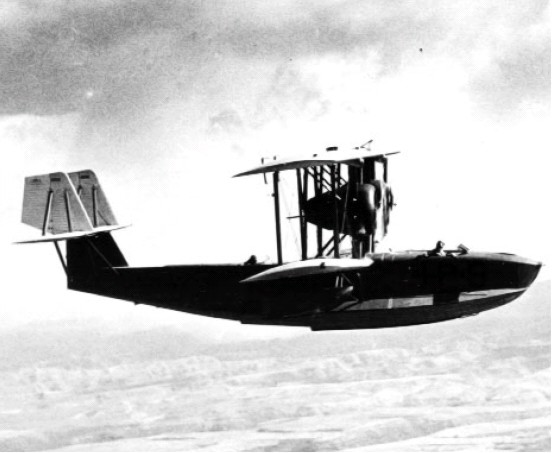
Un Keystone PK-1 en vol.
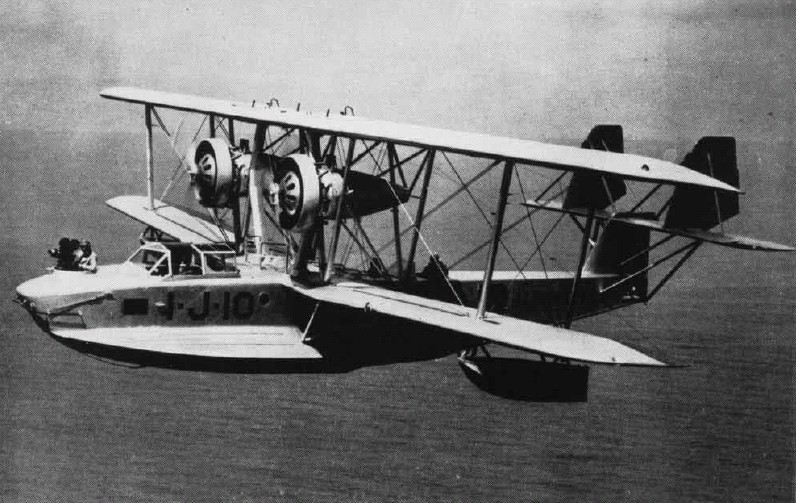
Un Martin PM-2 de l'escadron VJ-1.
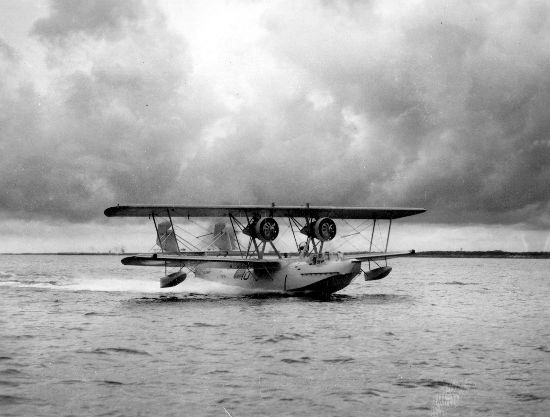
Le prototype XP4N-1 au décollage.